# Raphaël Nzabakomada-Yakoma

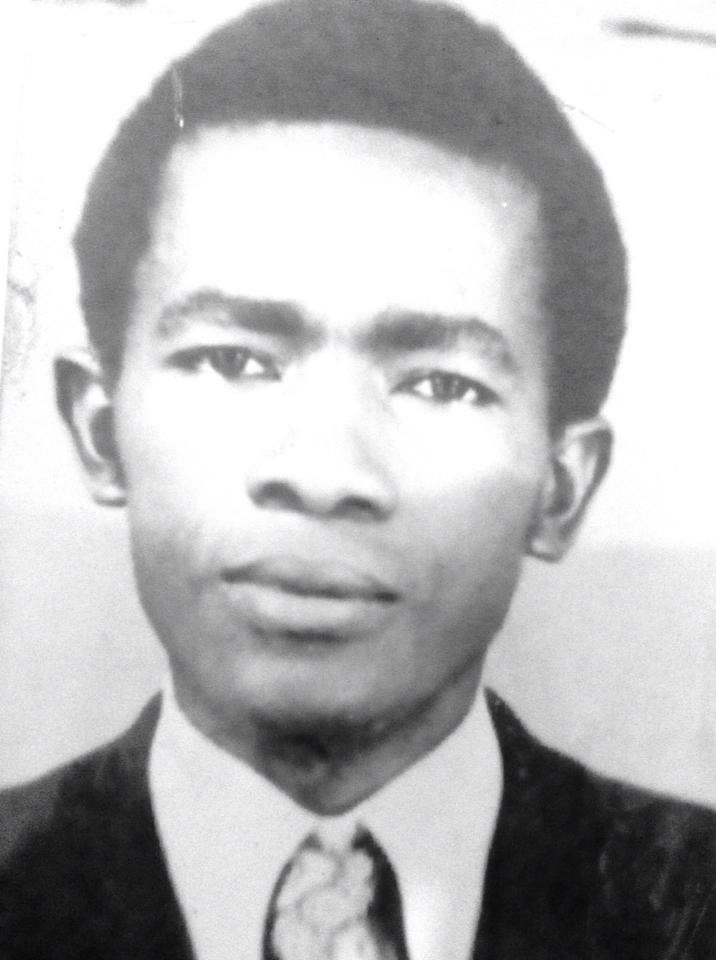
Imagen de Raphaël Nzabakomada-Yakoma.

Raphaël Nzabakomada-Yakoma (Baboua, 1944-1985) escritor e historiador centroafricano.
Nacido en plena guerra del Kongo-Wara, estudió en Francia, en las universidades de París X y París VII doctorándose en historia. Trabajó en la Facultad de Letras y Ciencias Humanas de Bangui (1972-1982), donde fue Decano de 1976 a 1979, puesto del que fue destituido por los acontecimientos de enero y abril de 1979, Jefe del departamento de Historia y Maestro de Conferencias hasta su muerte en 1985. 

## Obra
- Raphaël Nzabakomada-Yakoma, L'Afrique centrale insurgée. La guerre du Kongo-Wara 1928-1931, Paris, éditions L'Harmattan, 1986

- Datos: Q2841890
- Multimedia: Raphaël Nzabakomada-Yakoma / Q2841890